# Ministère de la Justice (Corée du Sud)
Pour les articles homonymes, voir Ministère de la Justice.
Le ministère de la Justice de la Corée du Sud est un ministère au niveau du cabinet supervisant les affaires de justice, dirigé par le ministre de la Justice. Il est chargé de superviser le ministère public sud-coréen, les affaires juridiques, le contrôle de l'immigration, le service correctionnel, la prévention du crime et la protection des droits de l'homme.
Son siège social est situé dans le bâtiment no 1 du complexe gouvernemental de Gwacheon à Gwacheon, dans la province de Gyeonggi ,.
Créé le 17 juillet 1948, le ministère de la Justice est le seul ministère dont le nom n'a jamais été changé ou altéré dans l'histoire de la République de Corée.

## Agences
- Bureau du procureur suprême de la République de Corée
- Service correctionnel de Corée

## Liste des ministres de la Justice
| No.  | Noms                              | Mandat            | Mandat            | Mandat           | Président               | Ref.  |
| No.  | Noms                              | Début du mandat   | Fin du mandat     | Durée du mandat  | Président               | Ref.  |
| ---- | --------------------------------- | ----------------- | ----------------- | ---------------- | ----------------------- | ----- |
| 1    | Lee In (ko)                       | 2 août 1948       | 5 juin 1949       | 307 jours        | Rhee Syng-man           | [ 3 ] |
| 2    | Kwon Seung-ryul (ko)              | 6 juin 1949       | 21 mai 1950       | 349 jours        | Rhee Syng-man           | ,     |
| 3    | Yi U-ik (ko)                      | 22 mai 1950       | 22 novembre 1950  | 184 jours        | Rhee Syng-man           | [ 3 ] |
| 4    | Kim Jun-yeon (ko)                 | 23 novembre 1950  | 6 mai 1951        | 164 jours        | Rhee Syng-man           | [ 3 ] |
| 5    | Jo Jin-man (1903) (ko)            | 7 mai 1951        | 4 mars 1952       | 302 jours        | Rhee Syng-man           | [ 3 ] |
| 6    | Seo Sang-hwan (1887) (ko)         | 5 mars 1952       | 29 juin 1954      | 2 ans, 116 jours | Rhee Syng-man           | [ 3 ] |
| 7    | Jo Yong-sun (ko)                  | 30 juin 1954      | 15 septembre 1955 | 1 an, 77 jours   | Rhee Syng-man           | [ 3 ] |
| 8    | Yi Ho (1914) (ko)                 | 16 septembre 1955 | 19 février 1958   | 2 ans, 156 jours | Rhee Syng-man           | [ 3 ] |
| 9    | Hong Jin-ki                       | 20 février 1958   | 23 mars 1960      | 2 ans, 32 jours  | Rhee Syng-man           | [ 3 ] |
| 10   | Kwon Seung-ryul (ko)              | 25 avril 1960     | 19 août 1960      | 116 jours        | Heo Jeong (acting)      | [ 3 ] |
| 11   | Jo Jae-cheon (ko)                 | 23 août 1960      | 2 mai 1961        | 252 jours        | Yun Bo-seon             | [ 3 ] |
| 12   | Yi Byeong-ha (ko)                 | 3 mai 1961        | 18 mai 1961       | 15 jours         | Yun Bo-seon             | [ 3 ] |
| 13   | Go Won-jeung (ko)                 | 19 mai 1961       | 8 janvier 1962    | 234 jours        | Yun Bo-seon             | [ 3 ] |
| 14   | Jo Byeong-il (ko)                 | 9 janvier 1962    | 31 janvier 1963   | 1 an, 22 jours   | Park Chung-hee (acting) | [ 3 ] |
| 15   | Jang Yeong-sun (ko)               | 1er février 1963  | 21 avril 1963     | 79 jours         | Park Chung-hee (acting) | [ 3 ] |
| 16   | Min Bok-ki (ko)                   | 22 avril 1963     | 16 décembre 1963  | 3 ans, 156 jours | Park Chung-hee (acting) | [ 3 ] |
| 16   | Min Bok-ki (ko)                   | 17 décembre 1963  | 25 septembre 1966 | 3 ans, 156 jours | Park Chung-hee          | [ 3 ] |
| 17   | Gwon O-byeong (ko)                | 26 septembre 1966 | 20 mai 1968       | 1 an, 237 jours  | Park Chung-hee          | [ 3 ] |
| 18   | Yi Ho (1914) (ko)                 | 21 mai 1968       | 20 décembre 1970  | 2 ans, 213 jours | Park Chung-hee          | [ 3 ] |
| 19   | Bae Yeong-ho (ko)                 | 21 décembre 1970  | 3 juin 1971       | 164 jours        | Park Chung-hee          | [ 3 ] |
| 20   | Sin Jik-su (ko)                   | 4 juin 1971       | 2 décembre 1973   | 2 ans, 181 jours | Park Chung-hee          | [ 3 ] |
| 21   | Yi Bong-seong (ko)                | 3 décembre 1973   | 17 septembre 1974 | 288 jours        | Park Chung-hee          | [ 3 ] |
| 22   | Hwang San-deok (ko)               | 18 septembre 1974 | 3 décembre 1976   | 2 ans, 76 jours  | Park Chung-hee          | [ 3 ] |
| 23   | Yi Seon-jung (ko)                 | 4 décembre 1976   | 21 décembre 1978  | 2 ans, 17 jours  | Park Chung-hee          | [ 3 ] |
| 24   | Kim Chi-yeol (ko)                 | 22 décembre 1978  | 13 décembre 1979  | 356 jours        | Park Chung-hee          | [ 3 ] |
| 25   | Baek Sang-gi (ko)                 | 14 décembre 1979  | 21 mai 1980       | 159 jours        | Choi Kyu-hah            | [ 3 ] |
| 26   | O Tak-geun (ko)                   | 22 mai 1980       | 9 avril 1981      | 322 jours        | Chun Doo-hwan           | [ 3 ] |
| 27   | Yi Jong-won (1926) (ko)           | 10 avril 1981     | 20 mai 1982       | 1 an, 40 jours   | Chun Doo-hwan           | [ 3 ] |
| 28   | Jeong Chi-geun (ko)               | 21 mai 1982       | 23 juin 1982      | 33 jours         | Chun Doo-hwan           | [ 3 ] |
| 29   | Bae Myeong-in (ko)                | 24 juin 1982      | 18 février 1985   | 2 ans, 239 jours | Chun Doo-hwan           | [ 3 ] |
| 30   | Kim Seok-hwi (ko)                 | 19 février 1985   | 15 juillet 1985   | 146 jours        | Chun Doo-hwan           | [ 3 ] |
| 31   | Kim Seong-gi (1935) (ko)          | 16 juillet 1985   | 25 mai 1987       | 1 an, 313 jours  | Chun Doo-hwan           | [ 3 ] |
| 32   | Jeong Hae-chang (ko)              | 26 mai 1987       | 24 février 1988   | 1 an, 192 jours  | Chun Doo-hwan           | [ 3 ] |
| 32   | Jeong Hae-chang (ko)              | 25 février 1988   | 4 décembre 1988   | 1 an, 192 jours  | Roh Tae-woo             | [ 3 ] |
| 33   | Heo Hyeong-gu (ko)                | 5 décembre 1988   | 18 mars 1990      | 1 an, 103 jours  | Roh Tae-woo             | [ 3 ] |
| 34   | Yi Jong-nam (ko)                  | 19 mars 1990      | 26 mai 1991       | 1 an, 68 jours   | Roh Tae-woo             | [ 3 ] |
| 35   | Kim Gi-chun (ko)                  | 27 mai 1991       | 8 octobre 1992    | 1 an, 134 jours  | Roh Tae-woo             | [ 3 ] |
| 36   | Yi Jeong-u (1931) (ko)            | 9 octobre 1992    | 25 février 1993   | 139 jours        | Roh Tae-woo             | [ 3 ] |
| 37   | Bak Hui-tae (ko)                  | 26 février 1993   | 7 mars 1993       | 9 jours          | Kim Young-sam           | ,     |
| 38   | Kim Doo-Hee (1941) (ko)           | 8 mars 1993       | 23 décembre 1994  | 1 an, 290 jours  | Kim Young-sam           | [ 3 ] |
| 39   | An U-man (ko)                     | 24 décembre 1994  | 5 mars 1997       | 2 ans, 71 jours  | Kim Young-sam           | [ 3 ] |
| 40   | Choe Sang-yeop (ko)               | 6 mars 1997       | 4 août 1997       | 151 jours        | Kim Young-sam           | [ 3 ] |
| 41   | Kim Jong-gu (1941) (ko)           | 5 août 1997       | 2 mars 1998       | 209 jours        | Kim Young-sam           | [ 3 ] |
| 42   | Bak Sang-cheon (ko)               | 3 mars 1998       | 23 mai 1999       | 1 an, 81 jours   | Kim Dae-jung            | [ 3 ] |
| 43   | Kim Tae-jeong (1941) (ko)         | 24 mai 1999       | 7 juin 1999       | 14 jours         | Kim Dae-jung            | [ 3 ] |
| 44   | Kim Jeong-gil (1937) (ko)         | 8 juin 1999       | 20 mai 2001       | 1 an, 346 jours  | Kim Dae-jung            | [ 3 ] |
| 45   | An Dong-su (ko)                   | 21 mai 2001       | 23 mai 2001       | 2 jours          | Kim Dae-jung            | ,     |
| 46   | Choe Gyeong-won (ko)              | 24 mai 2001       | 28 janvier 2002   | 249 jours        | Kim Dae-jung            | [ 3 ] |
| 47   | Choe Gyeong-won (ko)              | 29 janvier 2002   | 10 juillet 2002   | 162 jours        | Kim Dae-jung            | [ 3 ] |
| (44) | Sim Sang-myeong (ko)              | 11 juillet 2002   | 5 novembre 2002   | 117 jours        | Kim Dae-jung            | [ 3 ] |
| 48   | Sim Sang-myeong (ko)              | 9 novembre 2002   | 26 février 2003   | 109 jours        | Kim Dae-jung            | [ 3 ] |
| 49   | Kang Kum-sil                      | 27 février 2003   | 28 juillet 2004   | 1 an, 152 jours  | Roh Moo-hyun            | ,     |
| 50   | Kim Seung-kew                     | 29 juillet 2004   | 29 juin 2005      | 335 jours        | Roh Moo-hyun            | [ 3 ] |
| 51   | Chun Jung-bae                     | 29 juin 2005      | 26 juillet 2006   | 1 an, 27 jours   | Roh Moo-hyun            | [ 3 ] |
| 52   | Kim Seong-ho (1950) (ko)          | 28 août 2006      | 3 septembre 2007  | 1 an, 6 jours    | Roh Moo-hyun            | [ 3 ] |
| 53   | Jeong Seong-jin (1940) (ko)       | 4 septembre 2007  | 28 février 2008   | 177 jours        | Roh Moo-hyun            | [ 3 ] |
| 54   | Kim Gyeong-han (ko)               | 29 février 2008   | 29 septembre 2009 | 1 an, 213 jours  | Lee Myung-bak           | [ 3 ] |
| 55   | Yi Gwi-nam (ko)                   | 30 septembre 2009 | 10 août 2011      | 1 an, 314 jours  | Lee Myung-bak           | [ 3 ] |
| 56   | Gwon Jae-jin (ko)                 | 12 août 2011      | 11 mars 2013      | 1 an, 211 jours  | Lee Myung-bak           | [ 3 ] |
| 57   | Hwang Kyo-ahn                     | 11 mars 2013      | 13 juin 2015      | 2 ans, 94 jours  | Park Geun-hye           | [ 8 ] |
| —    | Kim Ju-hyeon (ko) (acting)        | 13 juin 2015      | 9 juillet 2015    | 26 jours         | Park Geun-hye           |       |
| 58   | Kim Hyeon-ung (ko)                | 9 juillet 2015    | 29 novembre 2016  | 1 an, 143 jours  | Park Geun-hye           | [ 8 ] |
| —    | Yi Chang-jae (1965) (ko) (acting) | 29 novembre 2016  | 21 mai 2017       | 173 jours        | Park Geun-hye           |       |
| —    | Yi Geum-ro (acting)               | 22 mai 2017       | 18 juillet 2017   | 27 jours         | Moon Jae-in             |       |
| 59   | Parc Sang-ki                      | 19 juillet 2017   | 8 septembre 2019  | 2 ans, 51 jours  | Moon Jae-in             | ,     |
| 60   | Cho Kuk                           | 9 septembre 2019  | 14 octobre 2019   | 35 jours         | Moon Jae-in             | ,     |
| —    | Kim Oh-soo (acting)               | 14 octobre 2019   | 1er janvier 2020  | 79 jours         | Moon Jae-in             |       |
| 61   | Choo Mi-ae                        | 2 janvier 2020    | 27 janvier 2021   | 1 an, 25 jours   | Moon Jae-in             |       |
| 62   | Parc Beom-kye                     | 28 janvier 2021   | 9 mai 2022        | 1 an, 336 jours  | Moon Jae-in             |       |
| 63   | Han Dong-hoon                     | 17 mai 2022       | 21 décembre 2023  | 1 an, 218 jours  | Yoon Suk-yeol           |       |
| 64   | Park Sung-jae                     | 20 février 2024   | En exercice       | 1 an et 22 jours | Yoon Suk-yeol           |       |